# 斯塔克 (亞利桑那州)
斯塔克（英語：Stark）是位於美國亞利桑那州科奇斯縣的一個非建制地區。該地的面積和人口皆未知。

## 地理
斯塔克的座標為31°22′17″N 110°02′12″W / 31.37139°N 110.03667°W，而該地的平均海拔高度為1339米（即4383英尺）。